# آنخل گریپا
آنخل گریپا (اسپانیایی: Ángel Grippa‎؛ زادهٔ ۲ مارس ۱۹۱۴ - درگذشته نامشخص) بازیکن فوتبال اهل آرژانتین بود.
از باشگاه‌هایی که در آن بازی کرده‌است می‌توان به باشگاه فوتبال آرژانتینوس جونیورز اشاره کرد.
وی همچنین در تیم ملی فوتبال آرژانتین بازی کرده‌است.